# 劉紆 (楚王)
劉紆，漢宣帝第三子劉囂之孫，楚思王劉衍之子，前3年其父去世，由他襲爵為漢楚王，在位10年，新莽始建國元年（西元9年）正月被貶為楚公。子刘般。